# Viktor Merjanov
Pour les articles homonymes, voir Merjanov.
Viktor Karpovitch Merjanov (en russe : Ви́ктор Ка́рпович Мержа́нов), né à Tambov (RSFS de Russie) le 15 août 1919 et mort le 20 décembre 2012,, est un pianiste soviétique puis russe.

## Biographie
Il a étudié à l'École de musique de Tambov (classes de L.I. Lavdovskaya, Solomon M. Starikov, Alexander A. Poltoratsky). En 1941, il est diplômé du Conservatoire de Moscou dans les classes de Samouïl Feinberg (piano) et Alexandre Goedicke (orgue). Pendant la Grande Guerre patriotique en 1941-1945, il était mobilisé dans les troupes blindées. Après sa libération en novembre 1945, il entre au Conservatoire de Moscou et il obtient un diplôme en 1947.
Il a été reconnu internationalement en 1945 lorsqu'il a gagné le premier prix du Concours de Piano de l'URSS avec Sviatoslav Richter. En 1949, il se classe dixième du Concours international de piano Frédéric-Chopin.
À l'initiative de Merjanov, a été créée en Russie la Société Rachmaninov. Il a été membre du conseil et puis président de la section de la Société des pianistes de musique russe. Il est l'organisateur du festival international annuel Rachmaninov à Tambov.
Il est professeur au Conservatoire Tchaïkovski de Moscou depuis 1947, d'abord comme assistant de Samouïl Feinberg, à partir de 1964 comme professeur. En 1973-1978, il a travaillé également comme professeur de Conservatoire de Varsovie. Considéré comme un « grand maître du clavier », il a donné des master-classes en Corée du Sud, aux États-Unis, au Japon, en Grèce, en France, en Finlande, en Allemagne, en Grande-Bretagne, en Pologne et en Italie.
Durant les 60 années de sa carrière, Merjanov a donné plus de 2 000 récitals et concerts en Union soviétique, Europe, aux États-Unis, Chine, et autres pays. Il a joué avec des chefs tels que Lorin Maazel, Kurt Sanderling, Kirill Kondrachine, Nikolaï Anosov, Alexandre Gaouk, Guennadi Rojdestvenski, Iouri Temirkanov et Ievgueni Svetlanov.